# Антиетатизм
Антиетатизм — це підхід до соціальної, економічної чи політичної філософії, який виступає проти впливу держави на суспільство . Він виник у відповідь на формування сучасних суверенних держав, які антиетатисти вважали такими, що діють проти інтересів народу. Протягом 19 століття анархісти сформулювали критику держави, яка підтримувала притаманні їй кооперативні та децентралізовані аспекти людського суспільства. У 20 столітті антидержавні неоліберали прагнули скоротити державні інвестиції в державний сектор та розширити інвестиції в приватний сектор . Інші антидержавні соціальні рухи прагнули повалити держави шляхом партизанської війни або обмежити держави шляхом створення автономних місцевих інституцій .

## Передісторія
Сучасна концепція суверенної держави виникла після Вестфальського миру, який визначив права, обов'язки та межі держав, замінивши стару систему феодалізму. Консолідація цих нових європейських держав була підтримана одночасним зростанням колоніалізму та меркантильного капіталізму, які створили економічну базу для суверенних держав, щоб встановити монополію на насильство та організувати бюрократію. Антидержавні тенденції були сформовані для критики та протидії сучасній бюрократичній державі, яку антидержавники вважають тиранією за своєю суттю та дією проти індивідуальної свободи.

## Розвиток
Формалізована опозиція сучасній суверенній державі почала формуватися у 19 столітті, коли різні політичні течії почали стверджувати, що держави працюють всупереч «природному прагненню» людей до децентралізації. Ці антидержавники стверджували, що централізація сприяє державним інтересам і підпорядковує народні інтереси, і вважали головною мотивацією держав територіальну експансію, яка, на їхню думку, неминуче призведе до міждержавної війни. Серед перших антидержавників були Карл Маркс і Фрідріх Енгельс, які у своїй праці «Комуністичний маніфест», написаній під час революції 1848 року, стверджували, що капіталістична держава діє всупереч інтересам робітничого класу, і закликали до революції, спрямованої на знищення існуючих держав і встановлення на їхньому місці вільної асоціації товаровиробників.
Одна з гілок антиетатизму незабаром переросла в політичну філософію анархізму, яка завдяки працям Петра Кропоткіна та Елізе Реклю являла собою натуралістичний аргумент проти держави. Кропоткін теоретизував, що еволюція людства була зумовлена процесом взаємодопомоги, і що природна схильність людства до співпраці таким чином вплинула на його соціокультурну еволюцію. Кропоткін вважав, що капіталізм та етатизм діють проти природної схильності людського суспільства до співпраці та децентралізації, і розглядав територіальний експансіонізм сучасних держав, включаючи Російську Радянську Республіку, як антитетичний людській географії. Реклю також критикував державні кордони як за своєю суттю «штучні», оскільки вони не мали тенденції відповідати природним регіонам, і розглядав насильницький конфлікт як неминучий наслідок територіального експансіонізму держави, який він критикував як протиставлення людства природі.
У 20-му столітті антиетатистський рух розвивався у двох напрямках: один прагнув «знецінити державу», а інший — створити рух за її повалення. Перша тенденція злилася з неолібералізмом, метою якого було скасувати кейнсіанські реформи шляхом скорочення державних інвестицій у державну інфраструктуру та соціальне забезпечення, а також запровадження дерегуляції, а не повного скасування держави. Неоліберали схильні виступати за принцип невтручання держави в економіку, віддаючи перевагу інвестуванню в приватний сектор, а не в державний, оскільки вважають, що перший принесе більшу користь суспільству, ніж другий. На противагу цьому, антиетатистські соціальні рухи можуть прагнути обмежити або усунути вплив держави насильницькими або ненасильницькими засобами. Деякі ведуть партизанську війну проти держави, інші намагаються встановити форму автономії від держави або децентралізувати владу на користь місцевих установ. У багатьох випадках ці соціальні рухи виникали як реакція на політику неолібералізму, оскільки все менше людей відчували себе зацікавленими в державі, яка все більше віддалялася від державного сектору.

## Подальше читання
- Carter, April (1971). The Political Theory of Anarchism. Routledge. ISBN 978-0-415-55593-7.
- Cockburn, Cynthia (2012). Antimilitarism: Political and Gender Dynamics of Peace Movements. London: Palgrave Macmillan. ISBN 978-0230359758.
- Ostergaard, Geoffrey. Resisting the Nation State: The Pacifist and Anarchist Tradition. Peace Pledge. Archived from the original on 2011-05-14. Retrieved 2019-11-27.